# Fairchild Aircraft
A Fairchild Aircraft foi uma empresa norte-americana fabricante de aeronaves e componentes aeroespaciais, que teve sede em Farmingdale (Nova York) e fábricas em Hagerstown (Marilind) e San Antonio (Texas). Foi fundada em 1924, por Sherman Fairchild, que ao longo de sua vida criou mais de 70 empresas.
Ao longo de sua existência, a Fairchild se fundiu com diversas empresas, como a Hiller, em 1964, a Republic Aviation Company, em 1965, e a Dornier, nos anos 90. Foi vendida para a M7 Aerospace, em 2002.

## História

### Avião inicial

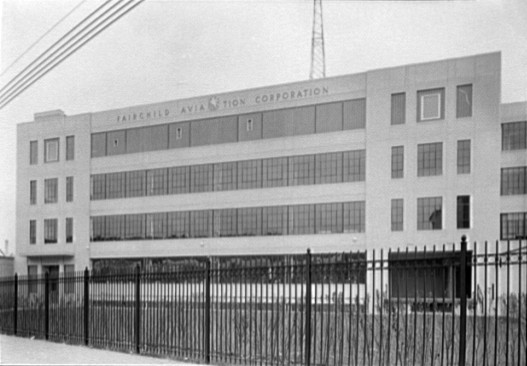
A Jamaica, Fábrica de Nova York Fairchild em 1941.

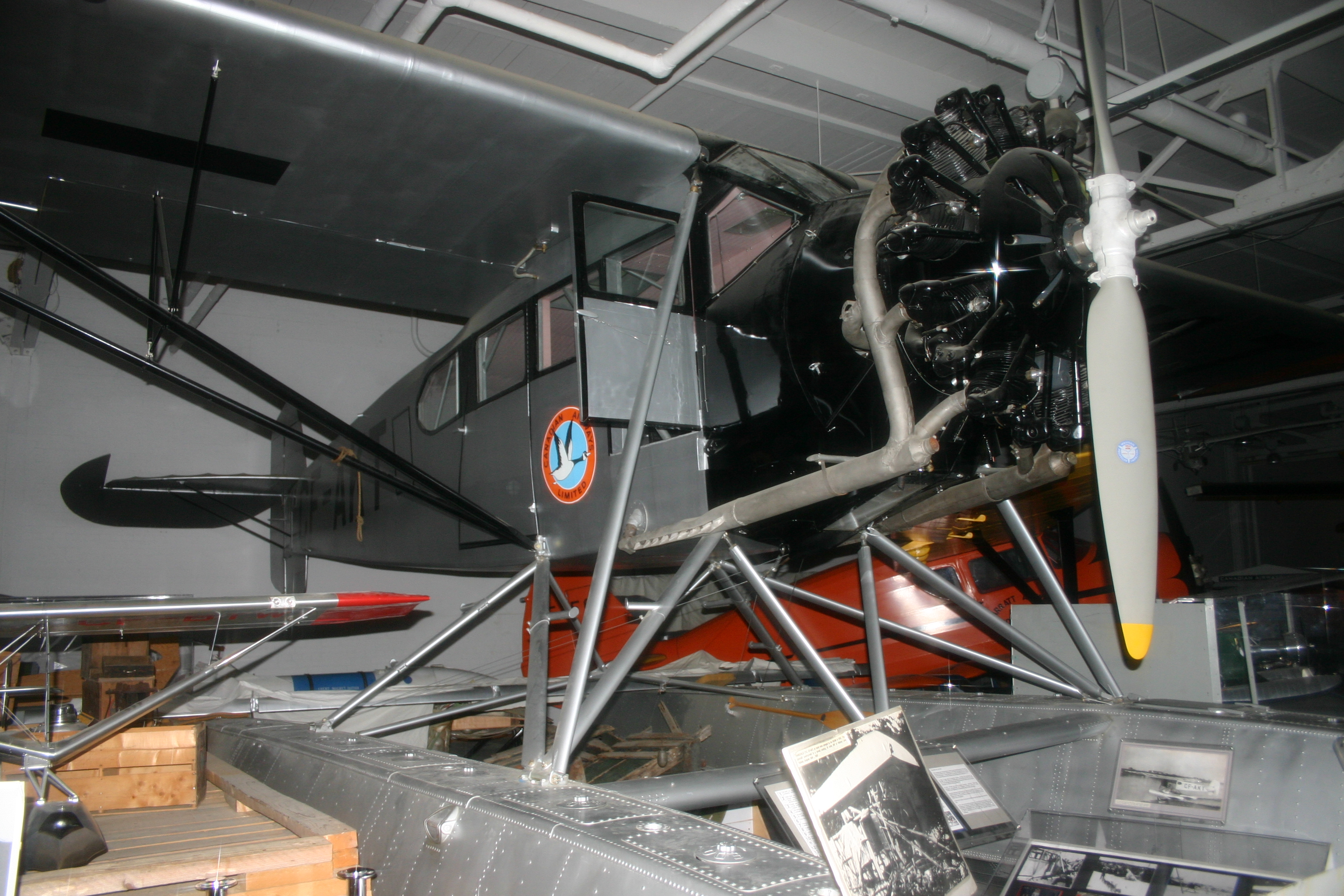
O Fairchild 71C do Museu de Aviação do leste do Canadá

A empresa foi fundada por Sherman Fairchild em 1924, como Fairchild Aviation Corporation, com sede em Farmingdale, e East Farmingdale, Nova York. Estabeleceu-se como a empresa-mãe dos muitos interesses da Fairchild na aviação. A companhia produziu a primeira aeronave americana para incluir uma cabine de pilotagem (em inglês; cockpit) totalmente fechada e trem de pouso hidráulico, o Fairchild FC-1. Em algum ponto, era também conhecida como a Fairchild Aircraft Manufacturing Company. 
A Fairchild Aircraft Ltd. de Longueuil, Quebec, foi uma subsidiária durante o período de 1920 a 1950. 
Já a Fairchild Engine Company foi formada com a compra da Caminez Engine Company, em 1925.
Em 1929, Sherman Fairchild comprou uma participação majoritária na Kreider-Reisner Aircraft Company, de Hagerstown, Maryland. 
A empresa mudou-se para Hagerstown em 1931. Uma série de projetos relacionados, começando com o Fairchild FC-1 e continuando para o Fairchild 71, foram projetados para fotografia aérea, como resultado da insatisfação em relação a aeronaves disponíveis, que eram incapazes de voar com firmeza suficiente.
Em 1935, Fairchild foi contratado pelo governo dos EUA para fazer levantamentos de fotografia aérea dos Estados Unidos para controlar a erosão do solo e seus efeitos. Seu desempenho e capacidade de condução levaram a se tornar um dos "bushplanes" mais populares da época. Um Fairchild 71 monoplano, o Virgínia, foi tomado como um de três aviões por Richard E. Byrd em sua expedição de 1928-1929 ao pólo sul. Foi usado para voos de teste e reconhecimento.

### Segunda Guerra Mundial

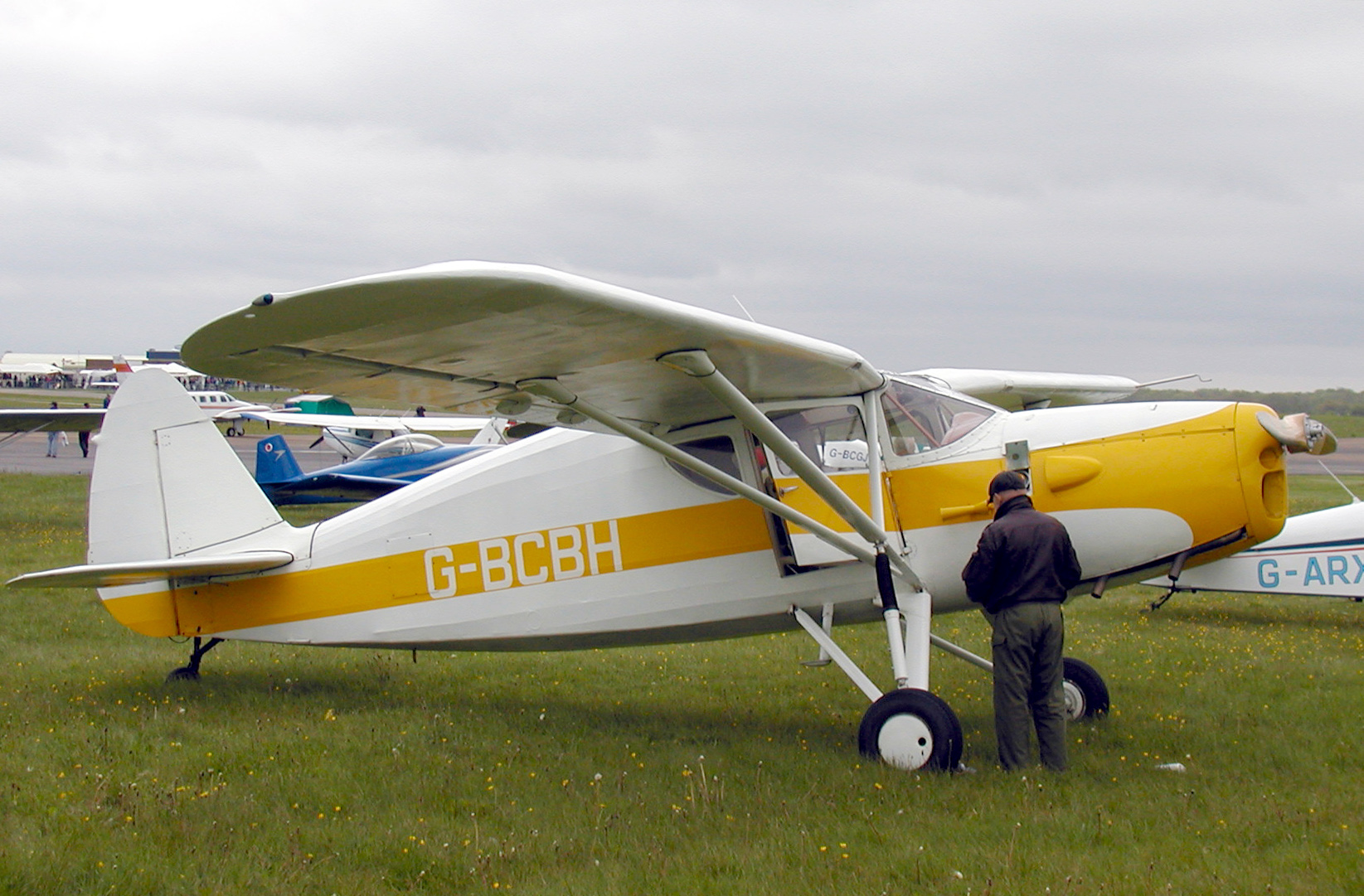
Fairchild 2 Argus III, 1944

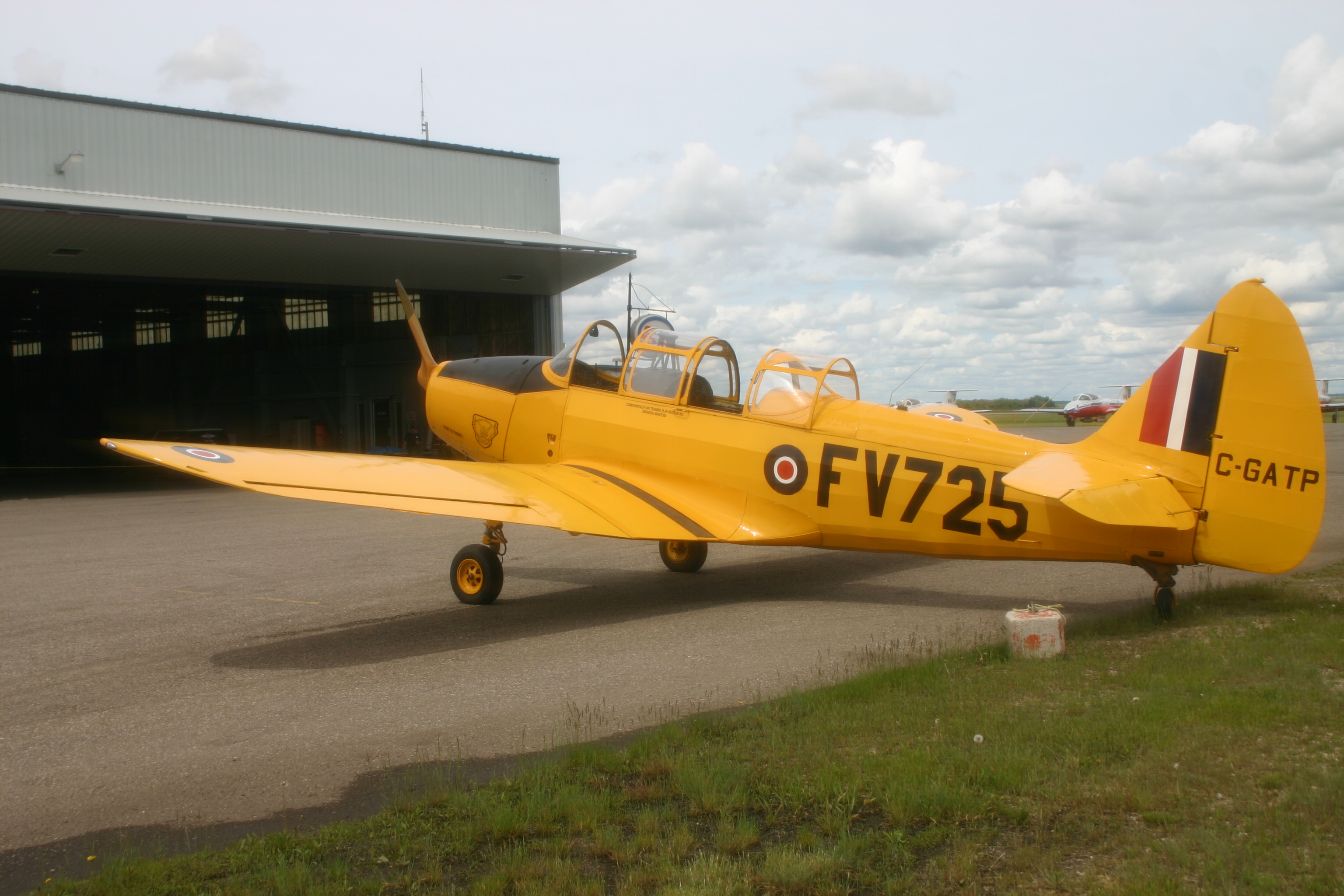
O Fairchild Cornell no Museu do Plano de Treinamento Aéreo da Commonwealth

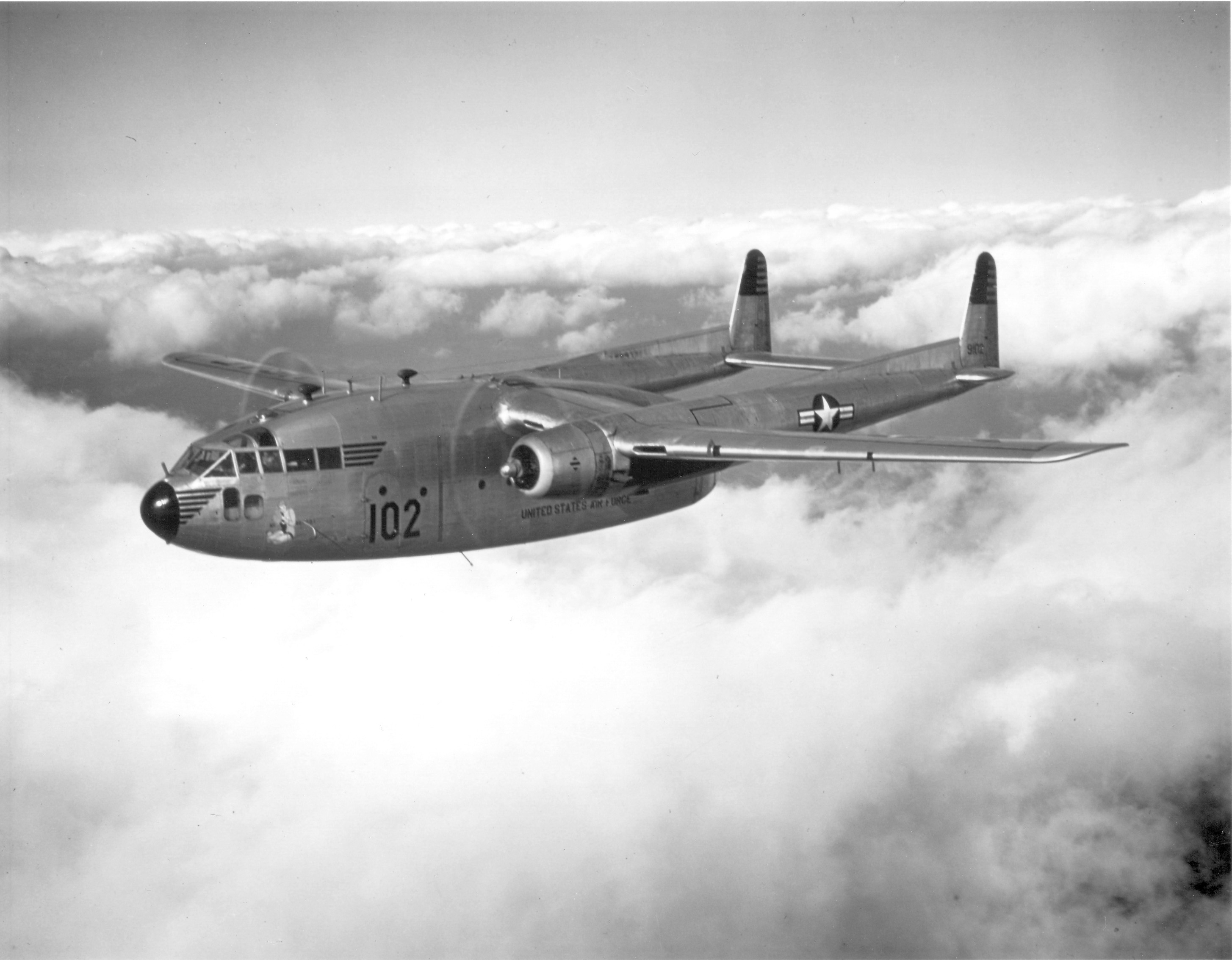
314º Troop Carrier Group C-119 Flying Boxcars

Durante a Segunda Guerra Mundial, a Fairchild produziu instrutores PT-19/PT-23/PT-26 (Cornell) e AT-21 Gunner, transportes C-82 Packet e drones. O Fairchild AT-21 Gunner, um instrutor de dois motores, foi fabricado em um antigo moinho de rayon em Burlington, Carolina do Norte. Também um grande número do Fairchild 24 (C-61/Argus) foi produzido para os militares (principalmente como o Argus para a Royal Air Force), e continuou a produção após a guerra para o mercado civil. Fairchild classificou-se 73ª entre corporações dos Estados Unidos no valor de contratos de produção militares da segunda guerra mundial.

### Pós-guerra

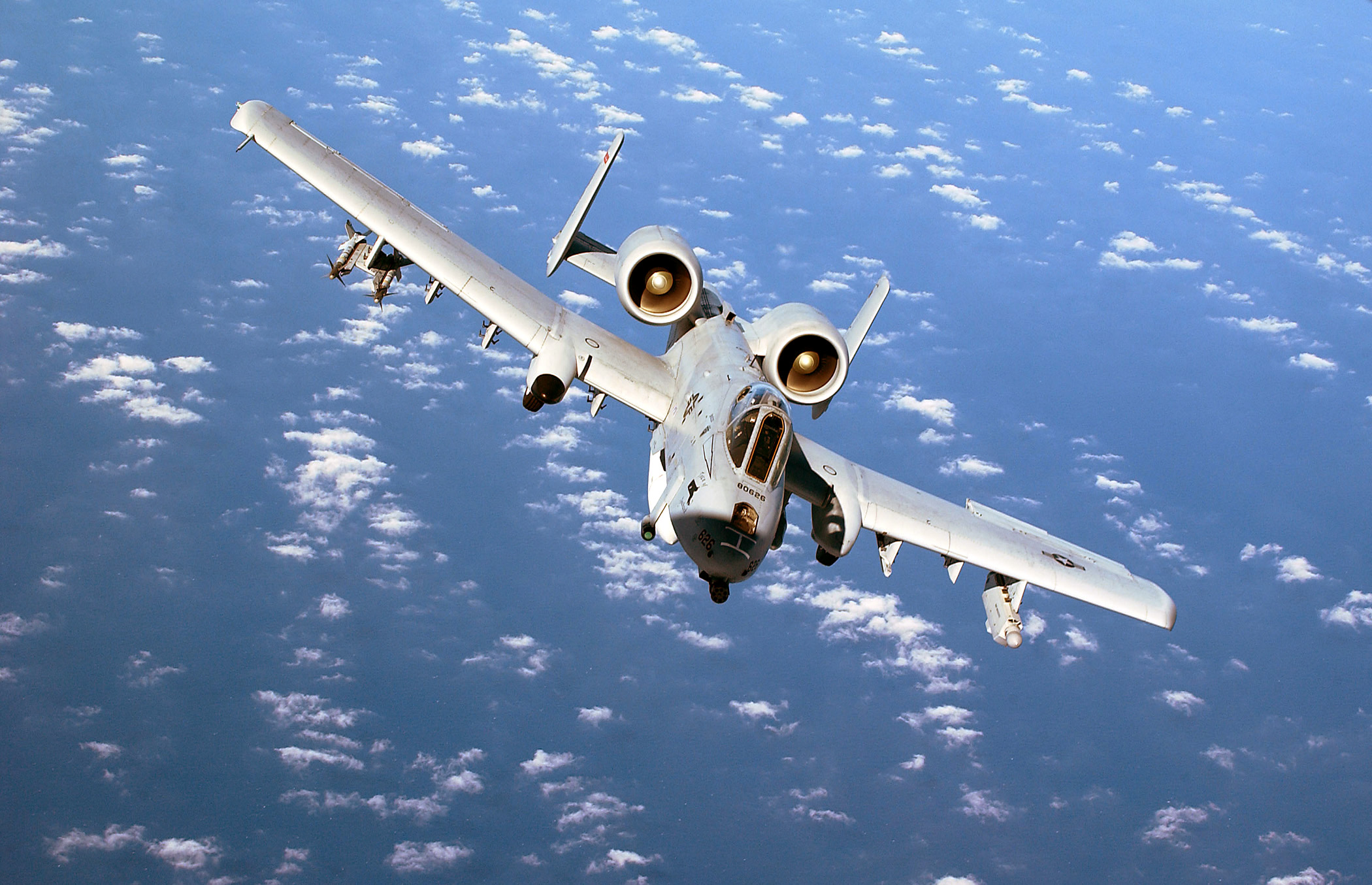
A-10 Thunderbolt II

O Fairchild C-119 Flying Boxcar foi um avião de transporte militar dos EUA desenvolvido a partir da Segunda Guerra Mundial C-82 Packet. O C-119 podia carregar a carga, o pessoal, a maca dos pacientes e o equipamento mecanizado com a habilidade de fazer lançamentos "paradrops" da carga e das tropas. O primeiro C-119 fez seu voo inicial em novembro de 1947, e quando a produção cessou em 1955, mais de 1.100 C-119s tinham sido construídos para uso no USAF, a Royal Canadian Air Force e outros. Muitos foram convertidos em lançadores de água "waterbombers" depois de ser aposentado do serviço militar.
Em 1949, a Fairchild Motor and Airplane Corporation de Hagerstown, Maryland desenvolveu o planador Chase XCG-20 no transporte C-123 Provider que entrou em serviço em 1955. Em 1954 Fairchild comprou a American Helicopter Company, incorporando-a e o XH-26 Jet Jeep como uma divisão. Em 1956, a empresa adquiriu direitos ao Fokker Friendship, produzindo 206 do avião como o Fairchild F-27 e Fairchild Hiller FH-227. Durante a década de 1950, Fairchild foi um grande subempreiteiro da Boeing para as seções de fuselagem B-52 e painéis de asa. Mais tarde eles iriam construir McDonnell-Douglas F-4 Phantom II tail sections, Grumman F-14 Tomcat tails, e Space Shuttle  stabilizers.
Sua associação com Boeing continuaria na década de 1980 como eles construíram as superfícies de controle de asa para 747s e 757s. Em 1964, a empresa comprou Hiller Aircraft, mudando seu nome para Fairchild Hiller e produzindo o FH-1100, até 1973, quando a divisão de helicópteros foi vendida de volta para Stanley Hiller. Em 1965, a empresa adquiriu a Republic Aviation Company.
Após a morte de seu fundador, Fairchild mudou seu nome para Fairchild Industries em 1971, antes de comprar Swearingen e fabricação do Fairchild Swearingen Metroliner, um avião de passageiros bem sucedido que ganhou ordens do exército dos EUA como o C-26 Metroliner. Em 1971, a empresa começou a desenvolver o Fairchild Republic A-10 Thunderbolt II, que prevaleceu sobre o rival Northrop YA-9 na competição A-X para uma eventual produção de 716 aeronaves.
A empresa desenvolveu o T-46 jet trainer para substituir o idoso Cessna T-37 Tweet treinador, mas não foi aceito pela Força Aérea por causa de problemas de desempenho.
Produção de aeronaves terminou em Hagerstown, Maryland, em 1984.
Após a aquisição pela empresa dos ativos civis da Dornier em 1996, a empresa foi renomeada como Fairchild Dornier. A empresa iniciou a produção da Dornier 328 em 1998 sob licença da DASA.
Em dezembro de 1999, a Fairchild Aerospace Corporation foi adquirida pela seguradora alemã Allianz A.G. e pelo grupo de investimentos dos Estados Unidos Clayton, Dubilier & Rice Inc. por US$ 1,2 bilhão.
Em 2003, os ativos da Fairchild foram comprados pela M7 Aerospace e a nova empresa foi transferida para San Antonio.
Em 15 de dezembro de 2010, a M7 foi adquirida pela subsidiária dos Estados Unidos do contratante de defesa israelense Elbit Systems.

## Aeronaves de asa fixa e rotativa

C-119 Flying Boxcar da Força Aérea Brasileira

Lançamento de carga pesada da Brigada Aeroterrestre da FAB

| Model name                             | First flight | # built | Type                                       |
| -------------------------------------- | ------------ | ------- | ------------------------------------------ |
| Fairchild-Dornier 728JET               | 1997         | 0       | Protótipo de jato de passageiros           |
| Fairchild-Dornier 428JET               | Anos 90      | 0       | Jato regional cancelado                    |
| Fairchild-Dornier 328JET               | 1991         | 110     | Jato de passageiros                        |
| Fairchild T-46                         | 1985         | 3       | Avião de instrução                         |
| Fairchild C-26 Metroliner              | Anos 80      |         | Transporte militar                         |
| Fairchild Republic A-10 Thunderbolt II | 1972         | 716     | Avião de ataque                            |
| Fairchild AU-23 Peacemaker             | 1971         | 15      | Aeronaves de contra-insurgência            |
| Fairchild Swearingen Metroliner        | 1968         | 600     | Avião turboélice corporativo               |
| Fairchild AC-119                       | 1968         | 52      | Conversão de ataque ao solo do C-119       |
| Fairchild-Hiller FH-1100               | 1966         | 253     | Helicóptero com motor turboeixo            |
| Fairchild-Swearingen Merlin            | 1965         |         | Turboélice corporativo                     |
| Fairchild 228                          | 1968         | 2       | Avião comercial a jato regional            |
| Fairchild VZ-5                         | 1959         | 1       | VTOL Experimental                          |
| Fairchild Hiller F-27, FH-227          | 1958         | 206     | Avião turboélice sob licença do Fokker F27 |
| Fairchild XC-120 Packplane             | 1950         | 1       | Transporte militar                         |
| Fairchild C-123 Provider               | 1949         | 307     | Transporte militar                         |
| Fairchild XNQ                          | 1949         | 2       | Instrutor                                  |
| Fairchild C-119 Flying Boxcar          | 1947         | 1,183   | Transporte militar                         |
| Fairchild M-84                         | 1945         | 1       | Aeronave da família quatro a cinco lugares |
| Fairchild C-82 Packet                  | 1944         | 223     | Transporte militar                         |
| Fairchild BQ-3                         | 1944         | 2       | Drone de Assalto                           |
| Fairchild AT-21 Gunner                 | 1943         | 175     | Avião de instrução                         |
| Fairchild PT-19                        | 1939         | 6397    | Avião de instrução                         |
| Fairchild F-46                         | 1937         | 1       | Monoplano                                  |
| Fairchild Model 45                     | 1935         | 17      | Monoplano                                  |
| Fairchild 91                           | 1935         | 4       | Avião de passageiros                       |
| Fairchild 24                           | 1932         | 2232    | Monoplano de quatro passageiros            |
| Fairchild 22                           | 1931         | 127     | Monoplano de dois lugares                  |
| Fairchild 100                          | 1930         | 27      | Avião de nove passageiros                  |
| Fairchild KR-34                        | 1928         | 73+     | Biplano de dois lugares                    |
| Fairchild 21                           | 1927         | 2       | Monoplano de asa baixa de dois lugares     |
| Fairchild 42                           | 1927         | 8       | Monoplano de três passageiros              |
| Fairchild 71                           | 1926         | 111     | Monoplano de oito passageiros              |
| Fairchild FC-2                         | 1926         | 118     | Monoplano de quatro passageiros            |
| Fairchild FC-1                         | 1926         | 1       | Monoplano de quatro passageiros            |

## Mísseis
- AUM-N-2 Petrel
- SAM-N-2 Lark
- XSM-73 Goose

## Espaçonave
- Explorador Cometário Internacional
- Pegasus
- ATS-6

### Bibliography
- Donald, David, ed. The Complete Encyclopedia of World Aircraft. New York: Barnes & Noble Books, 1997. ISBN 0-7607-0592-5.